# László Lachos
László Lachos (Balassagyarmat, 17 de janeiro de 1933 - 20 de setembro de 2004) foi um futebolista húngaro, que atuava como atacante.

## Carreira
László Lachos fez parte do elenco da Seleção Húngara de Futebol, na Copa do Mundo de 1958.

## Ligações Externas
- Perfil em Fifa.com (em inglês)